# Верх-Ануйское
Верх-Ануйское — село в Быстроистокском районе Алтайского края России. Административный центр Верх-Ануйского сельсовета.

## География
Село находится в юго-восточной части Алтайского края, на левом берегу реки Ануй, на расстоянии примерно 20 километров (по прямой) к юго-юго-востоку (SSE) от села Быстрый Исток, административного центра района.
Уличная сеть села состоит из 14 улиц и 5 переулков.
Абсолютная высота — 175 метров над уровнем моря.
Климат умеренный, континентальный. Средняя температура января составляет −18 °C, июля — +20,3 °C. Годовое количество осадков составляет 470 мм.

## История
Село Верх-Ануйское было основано в 1826 году. В 1928 году в селе функционировали две школы, больница, библиотека, изба-читальня и лавка общества потребителей, имелось 985 хозяйств, проживало 5781 человек. В административном отношении село являлось центром сельсовета Быстро-Истокского района Бийского округа Сибирского края. В 1978—1980 годах на месте старого деревянного построен железобетонный мост через Ануй длиной 300 метров.
Село основано в 1826 году. В 1928 году в селе функционировали две школы, больница, библиотека, изба-читальня и лавка общества потребителей, имелось 985 хозяйств, проживало 5781 человек. В административном отношении село являлось центром сельсовета Быстро-Истокского района Бийского округа Сибирского края. В 1978—1980 годах на месте старого деревянного построен железобетонный мост через Ануй длиной 300 метров.

## Население
| 1997  | 1998  | 1999  | 2000  | 2001  | 2002  | 2003  |
| ----- | ----- | ----- | ----- | ----- | ----- | ----- |
| 1692  | ↘1670 | ↘1667 | ↘1514 | →1514 | ↗1542 | ↗1553 |
| 2004  | 2005  | 2006  | 2007  | 2008  | 2009  | 2010  |
| ↘1519 | ↘1464 | ↘1436 | ↘1422 | ↘1419 | ↘1400 | ↘1259 |
| 2011  | 2012  | 2013  |       |       |       |       |
| ↘1248 | ↘1209 | ↘1148 |       |       |       |       |

Согласно результатам переписи 2002 года, в национальной структуре населения русские составляли 96 %.

## Известные уроженцы
- Зубарев, Евгений Александрович (род.1960) — российский военачальник, генерал-полковник.

## Инфраструктура
В селе функционируют средняя общеобразовательная школа, детский сад, врачебная амбулатория и отделение Почты России.